# Flora italiana
La flora Italiana è molto varia da luogo a luogo data la grande estensione latitudinale del paese e data la presenza di svariati climi diversi. Principalmente vengono designate tre regioni floristiche diverse, appartenenti alle tre regioni biogeografiche presenti (alpina, continentale e mediterranea).

## Caratteri comuni della flora italiana
La flora italiana appartiene, dal punto di vista climatico, alla flora dei climi temperati, a eccezione, ovviamente, delle aree montane più elevate. La penisola e le isole sono dominate dalle caratteristiche del clima mediterraneo, temperato caldo con estati asciutte e inverni piovosi. Invece nel nord, oltre a temperature più basse soprattutto d'inverno, si ha una distribuzione più uniforme delle piogge anche nel periodo estivo.
Dal punto di vista geografico, le specie presenti in Italia appartengono alla flora europea o a quella mediterranea. Si possono distinguere in alcuni casi specie occidentali (p.es. il carpino bianco, limitato all'Europa occidentale) e specie orientali (p.es. il carpino orientale, proprio dell'Europa orientale).
L'ultima era glaciale, la Glaciazione Würm, è finita solo 12000 anni fa ed è possibile ancora oggi riconoscere la sua influenza sulla vegetazione, in particolare per mezzo dei relitti glaciali. Un esempio celebre è la betulla dell'Etna, sospinta in Sicilia in tempi in cui il clima era decisamente più freddo.
L'azione dell'uomo sulla flora italiana è stata importante sin da epoca romana e ha prodotto la distruzione di gran parte dei boschi di pianura e di collina, l'estinzione o la rarefazione di molte specie, la trasformazione dei boschi sottoposti a taglio, l'espansione dei pascoli, l'introduzione di specie esotiche che si sono poi naturalizzate (p.es. il fico d'India, oggi così comune nelle zone più calde del Mezzogiorno).

## Zone floristiche
Le diversità di clima esistenti tra l'Italia continentale e l'Italia peninsulare dà origine a una differente vegetazione nell'una e nell'altra zona. Grande importanza assume anche l'altitudine sul livello del mare.
Gli studiosi parlano di zone fitoclimatiche, che, per l'Italia, sono principalmente il Lauretum, il Castanetum, il Fagetum, il Picetum e l'Alpinetum. Rimandiamo alla voce apposita per approfondimenti.
In modo più semplificato, possiamo riconoscere tre tipi fondamentali di foresta o boscaglia:
1. vegetazione sempreverde di tipo mediterraneo, costituita da arbusti ed alberi a foglie persistenti, nelle zone a clima mediterraneo e quasi arido. Questa flora caratteristica è data da pini ad ombrello o mediterranei, da olivi, agrumi, querce da sughero, fichi d'India, agavi, lauri, mirti, ginepri e da molti altri arbusti che dominano lungo le costa della penisola e delle isole.
2. vegetazione di latifoglie, in prevalenza castagni, querce e faggi, con caratteristiche diverse in pianura (nei pochi luoghi dove non è stata distrutta dall'attività umana), in collina e in montagna.
3. vegetazione ad aghifoglie, larici, pini, abeti, per la maggior parte sempreverdi, limitata alle zone alpine e a pochi luoghi elevati dell'Appennino.

Per ogni categoria, esistono forme di passaggio (p.es. boschi misti di sempreverdi e latifoglie).
Esistono inoltre associazioni vegetali prive o povere di alberi: praterie, pascoli, deserti. In montagna, a mano a mano che si sale, il bosco lascia posto ai pascoli montani, sparsi di arbusti vari (p.es. pini mughi, rododendri, ginepri) e costellati di piccoli fiori variopinti. Più in alto, si arriva alle praterie d'altitudine e persino a situazioni paragonabili al deserto perché prive o quasi prive di vegetazione (le rocce, i ghiacciai). Un'altra situazione che può essere paragonata al deserto dal punto di vista della vegetazione si trova, all'estremo opposto, lungo le coste (spiagge, scogli).
Ricordiamo che ogni categoria si può suddividere ulteriormente in molte forme specifiche, influenzate dai dettagli del clima (per esempio, più o meno umido a parità di temperatura), dalle caratteristiche del suolo, da fattori storici ecc. A titolo di esempio, una pecceta (foresta con prevalenza di abeti rossi) è molto diversa da una pineta a pino nero, pur essendo entrambe dominate da conifere sempreverdi.

## Influenza dell'uomo
Nelle zone maggiormente abitate, l'uomo ha trasformato completamente o quasi il paesaggio naturale vegetale. Ciò naturalmente allo scopo di estendere coltivazioni arboree ed agricole e trarre dalla terra la maggior quantità possibile di prodotti necessari per il proprio sostentamento, per l'allevamento degli animali domestici o per le applicazioni di carattere industriale, come nel caso delle piante che danno fibre tessili (canapa, lino) e delle barbabietole da zucchero.
È soprattutto nella pianura e nei dolci declivi delle colline che l'uomo ha fissato le proprie dimore; ed è qui che ormai ben poco resta della naturale vegetazione. Orti e giardini presso le case, campi estesi intorno ai villaggi per la coltivazione dei cereali, della patata, di altri prodotti, frutteti, vigneti, oliveti hanno ormai quasi sostituito la vegetazione naturale.